# Juan Bonilla Godínez
Juan Bonilla Godínez fue un religioso mercedario y escritor español del siglo XVII, nacido en Puebla de los Ángeles (México).

## Obra
Se le debe:
- Sermón del Patrocinio de la Santísima Virgen María (1672)
- Octavas castellanas á la canonización de S. Juan de Dios (México, 1702)
- El arco de Apolo (La Puebla, 1702)